# Тинтијера (Потенца)
Тинтијера (итал. Tintiera) је насеље у Италији у округу Потенца, региону Базиликата.
Према процени из 2011. у насељу је живело 78 становника. Насеље се налази на надморској висини од 830 м.